# Гильман, Александр
Алекса́ндр Гильма́н (фр. Félix Alexandre Guilmant; 12 марта 1837, Булонь-сюр-Мер — 29 марта 1911, Мёдон) — французский органист, композитор и музыкальный педагог.

## Биография
Феликс Александр Гильман родился 12 марта 1837 года во французском городке Булонь-сюр-Мер. Учился в Брюссельской консерватории у Ж. Н. Лемменса.

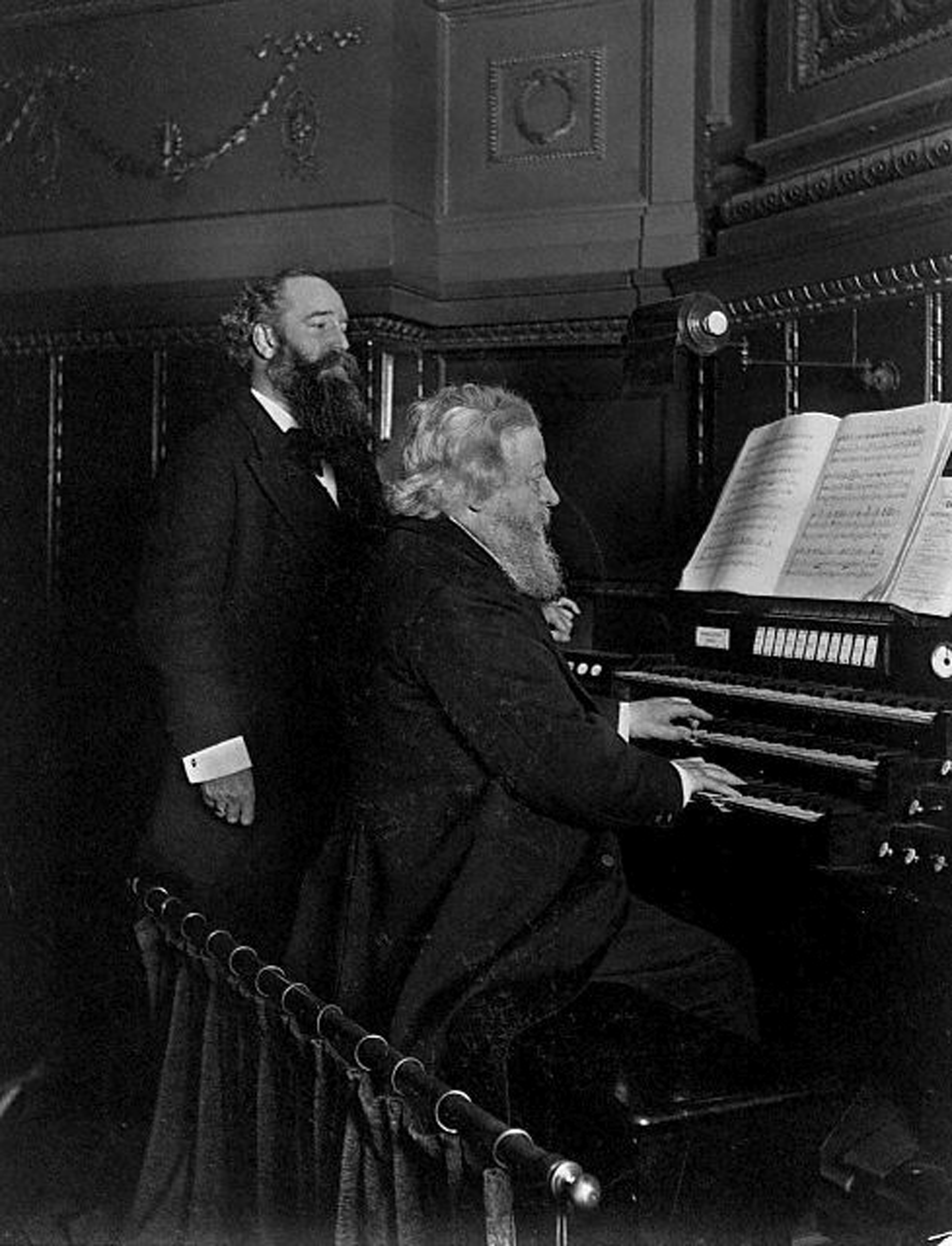
Кларенс Эдди и А. Гильман (за органом)

В 1853 году, шестнадцати лет, занял место титулярного органиста в соборе своего города, сменив на этом посту Шарля Луи Анона. В 1871 году перебрался в Париж, откуда совершил множество гастрольных поездок по Европе и Америке.
В столице Франции состоял органистом при церкви Святой Троицы.
В 1894 году Александр Гильман был среди соучредителей парижской Schola Cantorum, с 1896 года он вёл органный класс Парижской консерватории. В числе его известных учеников Августин Барье, Деода де Северак  и Александр Селье.
В соавторстве с Андре Пирро подготовил десятитомную антологию старинной французской органной музыки «Архивы классиков органа» (фр. Archives des Maîtres de l’Orgue; 1897—1910), единолично составил аналогичное собрание иностранной органной музыки «Классическая школа органа» (фр. L’École classique de l’Orgue; 1898—1903, в 25 выпусках), включавшую сочинения Дитриха Букстехуде, Джироламо Фрескобальди, Яна Свелинка, Георга Муффата и т. д.
Собственные сочинение Гильмана предназначены преимущественно для органа, основная их часть собрана в 18 сборниках под названием «Пьесы в различных стилях» (фр. Pièces dans différents styles; 1865—1912).
Феликс Александр Гильман умер 29 марта 1911 года в Мёдоне.